# El Carmen (Barranca)
El Carmen es una localidad peruana ubicada en el distrito de Pativilca, perteneciente a la provincia de Barranca del departamento de Lima, en la costa central del Perú. 

## Ubicación
El Carmen se ubica al oeste de la provincia de Barranca, en el distrito de Pativilca, en el departamento de Lima.

## Demografía
En 2017 El Carmen tenía una población de 43 habitantes.
| Gráfica de evolución demográfica de El Carmen entre 1993 y 2017 |
|                                                                 |
| Fuentes: Población 1993 y 2017                                  |